# Disa perplexa
Disa perplexa är en orkidéart som beskrevs av Hans Peter Linder. Disa perplexa ingår i släktet Disa och familjen orkidéer. Inga underarter finns listade i Catalogue of Life.